# Campeonato Mundial de Hockey sobre Hielo Masculino de 2020
El LXXXIV Campeonato Mundial de Hockey sobre Hielo Masculino se iba a celebrar en Suiza entre el 8 y el 24 de mayo de 2020 bajo la organización de la Federación Internacional de Hockey sobre Hielo (IIHF) y la Federación Helvética de Hockey sobre Hielo.
Un total de doce selecciones nacionales iban a competir por el título mundial, cuyo actual portador es el equipo de Finlandia, vencedor del Mundial de 2019.
En marzo de 2020 la IIHF anunció la cancelación del torneo debido a la pandemia de COVID-19 y la invialibilidad de realizarlo en fechas posteriores.

## Sedes
| Foto | Grupo          | Ciudad  | Instalación    |
| ---- | -------------- | ------- | -------------- |
|      | A y fase final | Lausana | Vaudoise Aréna |
|      | B y fase final | Zúrich  | Hallenstadion  |

## Grupos
| Grupo A         | Grupo B        |
| --------------- | -------------- |
| Canadá          | Rusia          |
| Suecia          | Finlandia      |
| República Checa | Estados Unidos |
| Alemania        | Suiza          |
| Eslovaquia      | Letonia        |
| Dinamarca       | Noruega        |
| Bielorrusia     | Italia         |
| Reino Unido     | Kazajistán     |